# Serguei Akhroméiev
Serguei Fiódorovitx Akhroméiev (rus: Сергей Фёдорович Ахромеев) (5 de maig de 1923 - 24 d'agost de 1991) va ser un comandant militar soviètic, que assolí el grau de Mariscal de la Unió Soviètica i va rebre el títol d'Heroi de la Unió Soviètica.

## Biografia
Nascut al districte de Spasski, a l'óblast de Tambov (actualment a Mordòvia). Va començar el servei militar el 1940, ingressant a l'Acadèmia Naval. El 1943 va ingressar al Partit Comunista.
Durant la Gran Guerra Patriòtica va ser un jove oficial, servint com a comandant d'un escamot d'infanteria de marina, adjunt i cap de l'Estat Major i arribant a comandar un batalló. Va lluitar a Stalingrad i a Leningrad, així com al 4t Front d'Ucraïna. Va ser condecorat per la seva participació en la defensa de Leningrad durant el Setge, mentre servia al Front de Leningrad.
Després de la guerra va comandar un batalló de tancs, va ser cap de l'Estat Major i comandant de regiment i, posteriorment, de tota una divisió cuirassada. El 1952 va graduar-se a l'Acadèmia Militar de Blindats i Forces Mecanitzades i, el 1967, a l'Acadèmia Militat de l'Estat Major General.
Des de 1967 va ser Vicecomandant i Comandant en Cap de l'Estat Major de l'Exèrcit, així com comandant del Districte Militar de l'Extrem Orient. Des de 1974 va ser cap de la Gestió Operativa i vicecomandant de les Forces Armades Soviètiques. Entre 1984 i 1988 va ser Cap de l'Estat Major de les Forces Armades Soviètiques i viceprimer ministre de defensa. En aquest lloc va estar molt implicat en les converses que portaven a l'acabament de la Guerra Freda. També des d'aquesta posició s'encarregà de la retirada de les tropes soviètiques de l'Afganistan.
El 1980 va guanyar el Premi Lenin per a la recerca i el desenvolupament de nous sistemes de control automatitzat de les Forces Armades. Des de 1981 és membre candidat al Comitè Central del Partit, sent membre de ple dret des de 1983. El 1982 va rebre el títol d'Heroi de la Unió Soviètica i el 1983 va ser promogut al rang de Mariscal de la Unió Soviètica.
Des de 1988 és assessor del President del Presídium del Soviet Suprem, i des de març de 1989 és elegit diputat de l'URSS, sent membre del Soviet Suprem, treballant al Comitè de Defensa i Seguretat.
No obstant això, es va sentir creixentment insatisfet amb les reformes militars de Mikhaïl Gorbatxov, expressant el seu desacord amb la reforma de la defensa i l'alleujament de poder militar soviètic, afirmant tant en les sessions del Congrés dels Diputats del Poble com al Soviet Suprem o en articles de premsa sobre els perills de la ràpida conquesta que podia patir la Unió Soviètica per part dels exèrcits de l'OTAN. Al març de 1990 va ser nomenat assessor del President de la Unió Soviètica per assumptes militars; però finalment va dimitir. La causa d'aquesta dimissió va ser la insistència de Gorbatxov a desmantellar els moderns i més exactes míssils balístics de la Unió Soviètica (els SS-23 Spider) sota els preceptes del Tractat INF amb els Estats Units.
Durant el Cop d'agost de 1991, va retornar de les seves vacances a Sotxi per oferir assistència als dirigents del cop d'Estat. Encara que mai va estar implicat en ell, després del seu fracàs es va suïcidar al seu despatx del Kremlin, penjant-se amb una corda de cortina. A més de missatges personals a la seva família, va deixar una nota explicant que no podia continuar vivint quan les institucions a les que havia dedicat la seva vida s'estaven desintegrant.
El seu suïcidi va ser vist àmpliament com a contradictori amb el seu caràcter. Per tant, hi ha hagut algunes especulacions que les notes van ser fabricades i que va ser de fet assassinat, potser per evitar que revelés proves de la complicitat d'altres en el cop. Eduard Xevardnadze va suggerir que el suïcidi va ser resultat d'un balanç del seu caràcter, amb un sobre-èmfasi en el deure, a costa de l'honor.
Va ser enterrat al cementiri Troekurov de Moscou. Poc després de la seva mort, la seva tomba va ser profanada, robant al seu cos l'uniforme i les condecoracions amb les que havia estat enterrat. Els lladres mai van ser descoberts, i es desconeixen les raons d'aquest acte.

## Condecoracions
- Heroi de la Unió Soviètica (1982)
- Orde de Lenin (4)
- Orde de la Revolució d'Octubre (1988)
- Orde de la Guerra Patriòtica de 1a classe
- Orde de l'Estrella Roja (2)
- Orde del Servei a la Pàtria a les Forces Armades de 3a classe
- Medalla pel Servei de Combat
- Medalla del Centenari de Lenin
- Medalla al Servei Distingit en la Vigilància de les Fronteres de l'Estat
- Medalla de la victòria sobre Alemanya en la Gran Guerra Patriòtica 1941-1945
- Medalla del 20è Aniversari de la Victòria en la Gran Guerra Patriòtica
- Medalla del 30è Aniversari de la Victòria en la Gran Guerra Patriòtica
- Medalla del 40è Aniversari de la Victòria en la Gran Guerra Patriòtica
- Medalla de la defensa de Leningrad
- Medalla dels Veterans de les Forces Armades Soviètiques
- Medalla per la Consolidació de la Cooperació de Combat
- Medalla del 30è Aniversari de l'Exèrcit i l'Armada Soviètics
- Medalla del 40è Aniversari de les Forces Armades Soviètiques
- Medalla del 50è Aniversari de les Forces Armades Soviètiques
- Medalla del 60è Aniversari de les Forces Armades Soviètiques
- Medalla del 70è Aniversari de les Forces Armades Soviètiques
- Medalla del 800è Aniversari de Moscou
- Medalla pels 20 anys de Servei Militar
- Orde de Sukhe Bator (Mongòlia)
- Medalla del 30è Aniversari de la Victòria contra Japó (Mongòlia)
- Medalla del 40è Aniversari de la Batalla de Khalkhin (Mongòlia)
- Medalla del 60è Aniversari de l'Exèrcit Popular de Mongòlia3
- Orde del 9 de setembre de 1a classe
- Orde de la Revolució de Saur (República Democràtica de l'Afganistan)
- Orde de la Bandera Roja (República Democràtica de l'Afganistan)
- Medalla del Poble Agraït de l'Afganistan
- Medalla de l'amistat sinosoviètica